# Euastrum binale
Euastrum binale là một loài Song tinh tảo trong họ Desmidiaceae, thuộc chi Euastrum.